# بونافنتورا
القديس بونافنتورا، الرهبنة الفرنسيسكانية، (بالإيطالية: San Bonaventura)‏؛ 1221 15 يوليو 1274)، أُطلِق عليه اسم جوفانّي دي فيدينسا (Giovanni di Fidanza) عند ولادته، وهو عالم لاهوت وفيلسوف إيطالي سكولاستي ينتمي إلى القرون الوسطى. وكان سابع كاهن عام للرهبانية الصغرى، كما كان أسقفًا كاردينالًا لألبانو. وقام البابا سيكتوس الرابع بإعلان قداسته في 14 من إبريل 1482م، وأعلنه البابا سيكتوس الخامس ملفانًا في عام 1588م. وقد عُرِف أيضًا باسم «الملفان السيرافيمي»(باللاتينية: Doctor Seraphicus)‏. وقد تم جمع العديد من الأعمال التي كان يُعتقد أنها له في القرون الوسطى تحت اسم شبه-بونافنتورا (Pseudo-Bonaventura).

## حياته
ولد في بانيوريجو في لاتيوم، وهي ليست ببعيدة عن فيتيربو، والتي أصبحت جزءًا من الدولة البابوية. لا تتوفر أية معلومات عن طفولته، سوى اسم أبويه، جوفانّي من فيدينسا وماريا ريتيلا (Maria Ritella).
انضم إلى الرهبنة الفرنسيسكانية في 1243م ودرس في جامعة باريس، ربما على يد ألكسندر هايلز (Alexander of Hales)، ولكن من المؤكد أنه درس على يد خليفة ألكسندر، جون دى لاروشيل (John of Rochelle). وفي 1253م، ترأَّس منصب الرهبنة الفرنسيسكانية واستمر كأستاذ لعلم اللاهوت. لسوء حظ بونافنتورا، تسبب الخلاف الذي حدث بين العلمانيين والمتسولين في تأخير الاعتراف به رسميًا كأستاذ حتى 1257م، حيث حصل على درجته بالاشتراك مع توما الأكويني (Thomas Aquinas). وقبل ثلاث سنوات، ساهمت شهرته في الحصول على درجة محاضر لكتاب The Four Books of Sentences—وهو كتاب عن اللاهوت لبيتر لومبارد (Peter Lombard) في القرن الثاني عشر الميلادي؛ وفي 1255م، حصل بونافنتورا على درجة الماجستير، وهي الدرجة المعادلة للدكتوراة في القرون الوسطى.
انتُخِب بونافنتورا رئيسًا عامًا للرهبنة الفرنسيسكانية بعد نجاحه في الدفاع عن رهبانيته ضد الانتقادات الموجهة له من حزب المناوئين للرهبنات المتسولة. وفي 24 من نوفمبر 1265م، تم اختياره لمنصب كبير أساقفة يورك (Archbishop of York)، ولكن بالرغم من ذلك لم يتم تقديسه نهائيًا، وترك المنصب في أكتوبر 1266. وقد تم منع روجر باكون (Roger Bacon)، وهو راهب فرانسيسكاني، من إلقاء المحاضرات في أوكسفورد بأوامر من بونافنتورا، وأُجبِر على أن يضع نفسه تحت إشراف الرهبنة في باريس.
لعب بونافنتورا دورًا مساعدًا في انتخاب البابا غريغوري العاشر (Pope Gregory X)، الذي منحه لقب أسقف كاردينال ألبانو، وأصر على وجوده في مجلس ليون الكبير في 1274م. ولكن بعد إسهاماته الهامة التي أدت إلى اتحاد الكنيستين اليونانية واللاتينية، توفيّ بونافنتورا فجأةً وفي ظروفٍ غامضة. تملك الموسوعة الكاثوليكية (Catholic Encyclopedia) أدلة تقول بأنه قد توفي مسمومًا. ويبقى الأثر الوحيد الموجود من القديس بونافنتورا هو الذراع واليد اللتين كتب بهما Commentary on the Sentences، وهو محفوظ حاليًا في بانيوريجو، في أبرشية كنيسة سانت نيكولاس.

## كتابات أخرى
- George Henry Tavard, From Bonaventure to the Reformers (Marquette University Press, 2005) (Marquette Studies in Theology), ISBN 0-87462-695-1 ISBN 978-0-87462-695-7.
- Gregory F. LaNave, "Bonaventure," in Paul L. Gavrilyuk and Sarah Coakley (eds), The Spiritual Senses: Perceiving God in Western Christianity (Cambridge, University of Cambridge, 2011), 159-173.

## وصلات خارجية
- بونافنتورا على موقع الموسوعة البريطانية (الإنجليزية)

- St. Bonaventure (pdf[وصلة مكسورة]) from Fr. Alban Butler's Lives of the Saints

- St Bonaventure from the Franciscan Archive.
- S Bonaventura: Opera Omnia Peltiero Edente (Latin original texts).